# Jake Gordon
Pour les articles homonymes, voir Gordon.

a Compétitions nationales et continentales officielles uniquement.

b Matchs officiels uniquement.
Dernière mise à jour le 26 juillet 2023.
Jake Gordon, est né le 6 juillet 1993 à Newtown (Australie). C'est un joueur de rugby à XV international australien évoluant au poste de demi de mêlée. Il joue avec la franchise des Waratahs en Super Rugby depuis 2017.

## Carrière

### En club
Jake Gordon commence sa carrière en 2013 avec l'équipe de Sydney University qui dispute le Shute Shield (championnat de la région de Sydney),.
Il commence sa carrière professionnelle en 2014 lorsqu'il est retenu avec l'équipe des Sydney Stars pour disputer le NRC.
En 2016, il rejoint le groupe élargi d'entrainement des Waratahs en Super Rugby, mais ne dispute pas le moindre match. Cependant, 2016 est bien l'année de la révélation pour lui, tout d'abord grâce à une grosse saison de Shute Shield où il inscrit seize essais en vingt matchs. Il continue sur sa lancée en rejoignant les NSW Country Eagles en NRC, où il marque neuf essais en huit rencontres, finissant meilleur marqueur du championnat (ex æquo avec Tyrone Viiga),.
L'année suivante, il obtient un contrat avec les Waratahs pour disputer la saison 2017 de Super Rugby. Il fait ses débuts en Super Rugby le 4 mars 2017 contre les Lions. Après une première saison encourageante, il prolonge son contrat avec les Waratahs jusqu'en 2019. Lors de ses trois premières saisons, il se partage le temps de jeu avec l'expérimenté Nick Phipps. En 2019, il prolonge son contrat pour deux saisons supplémentaire et devient le seul titulaire du poste en 2020, après le départ de Phipps aux London Irish,.
En juillet 2023, il est annoncé qu'il rejoint le RC Toulon en qualité de joker Coupe du monde durant la durée de l'édition 2023. Cependant, le même mois, il est contraint de quitter le club après avoir subi une commotion cérébrale.

### En équipe nationale
Jake Gordon est sélectionné pour la première fois avec les Wallabies en juin 2017 par le sélectionneur Michael Cheika, dans le cadre de la série de test-matchs à venir. Il remplace alors son coéquipier Nick Phipps blessé. Il ne disputera cependant pas le moindre match.
Il est rappelé en sélection un an plus tard, cette fois en remplacement de Will Genia, et obtient sa première cape internationale le 17 novembre 2018 à l’occasion d’un test-match contre l'équipe d'Italie à Padoue,.

## Palmarès

### En club
- Vainqueur du Shute Shield en 2013, 2018 et 2019.

## Statistiques
Au 31 décembre 2024, Jake Gordon compte 29 capes en équipe d'Australie, dont 16 en tant que titulaire, depuis le 17 novembre 2018 contre l'équipe d'Italie à Padoue. Il a inscrit 3 essai (15 points).
Il participe à trois éditions du Rugby Championship, en 2020, 2021 et 2022. Il dispute sept rencontres dans cette compétition.